# 渡辺輝一
渡辺 輝一（わたなべ きいち、1900年 - 1988年）は、日本の経済学者。専門は経済政策。太平洋戦争中南洋学院教授を務め、日本の降伏後、横浜国立大学経済学部学部長などを経て、横浜国立大学名誉教授。

## 人物・経歴
愛媛県出身。1923年に東京商科大学（現一橋大学）卒業。町田實秀（のちに法制史学者、一橋大学名誉教授）とは三浦新七ゼミの同期。1924年に横浜高等商業学校が開校されると同校教授に着任し、商業政策、交通論、商業英語を担当した。また、同校と横浜市立横浜商業専門学校の教授の懇談会をイスペ会と命名した。ゼミの指導学生に上野豊（のちに横浜商工会議所会頭等）などがいた。
1941年に太平洋戦争が始まると、横浜高等商業学校内に、田尻常雄校長が自らが所長となり設立された太平洋貿易研究所において、各務財団から助成を受けて調査研究に従事し、さらに仏印進駐後には、1942年に新設された南洋学院の教授に就任し、フランス領インドシナでの現地調査も行った。
1949年に学制改革により横浜国立大学教授兼横浜経済専門学校教授となる。1950年横浜国立大学附属図書館長。1953年横浜国立大学経済学部学部長兼評議員。1959年再度横浜国立大学経済学部長。1965年に定年退官後、横浜国立大学より名誉教授の称号を受け、関東学院大学教授に就任。1971年勲二等瑞宝章受章。1988年叙従三位。

## 著書
- 『近世日本商業史』帝國書院 1934年
- 『交通學の學問的性格』1938年
- 『日本經濟文化史』構造社 1946年